# Harley Davidson (chanson)
Pour le fabricant de motos, voir Harley-Davidson.
Harley Davidson est une chanson française interprétée par Brigitte Bardot, écrite et composée par Serge Gainsbourg en 1967.

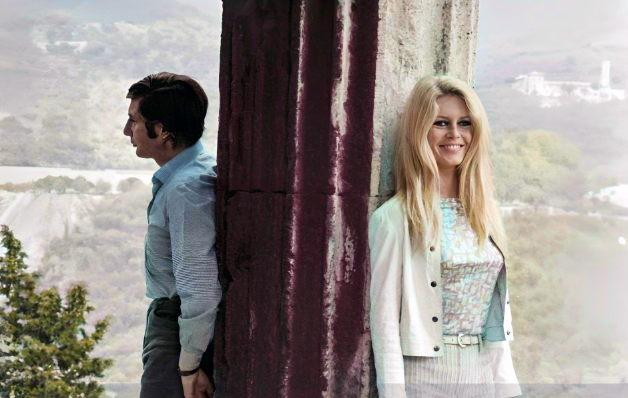
Brigitte Bardot en 1967, alors mariée avec Gunter Sachs, en Italie.

## Historique
Serge Gainsbourg a écrit la chanson alors qu'il vivait une liaison avec l'actrice.
Dans le clip, Brigitte Bardot contribue à populariser les cuissardes. Les Harley-Davidson sont prêtées par Maurice Combalbert, concessionnaire H-D parisien, qui a aussi été le mécanicien de Johnny Hallyday[réf. nécessaire].
La chanson a fait l'objet de multiples reprises.